# Wyspa Akademicka

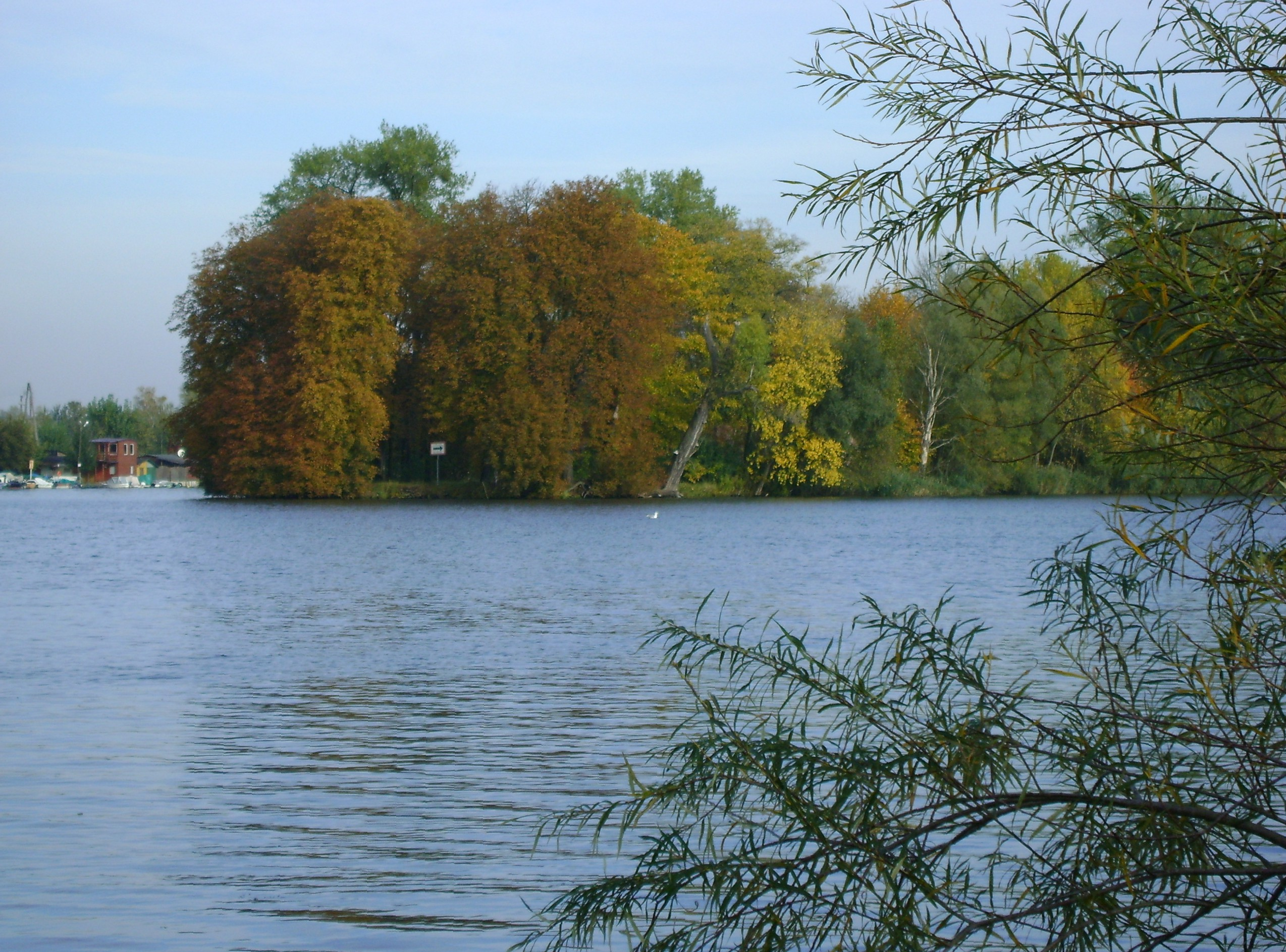
Wyspa Akademicka

Wyspa Akademicka t. Krainka (niem. Piepenwerder) – niezamieszkana i niezagospodarowana wyspa szczecińskiego Międzyodrza. Znajduje się na Odrze Zachodniej na wysokości ujścia cieku Bukowa, w granicach miasta Szczecina, w dzielnicy Śródmieście.
Wyspa ma 1,8 ha powierzchni. Jest rozciągnięta w osi rzeki na długości 360 m, przy szerokości osiągającej 60 m. Powierzchnia wyspy jest wyrównana i sięga wysokości 1 m n.p.m. (przy średnim poziomie wód w Odrze wynoszącym 0,1 m n.p.m.). Ze względu na niskie położenie, wyspa stanowi obszar narażony na niebezpieczeństwo powodzi. Na wyspie znajdują się ruiny zabudowań i drzewostan uznany za wartościowy. Planowane jest zagospodarowanie rekreacyjno-sportowe wyspy.
W końcu XX wieku znajdowała się na niej przystań wędkarska i Przystań Żeglarska AZS. Wcześniej istniał tu tartak zbudowany w 1790 roku przez Sanne'a, początkowo napędzany siłą wiatru, a od XIX wieku z napędem maszynowym.